# 厄勒姆 (愛荷華州)
厄勒姆（英語：Earlham）是一個位於美國愛荷華州麥迪遜縣的城市。

## 地理
厄勒姆的座標為41°29′35″N 94°07′25″W / 41.49306°N 94.12361°W，而該地的平均海拔高度為336米（即1102英尺）。

## 人口
根據2010年美國人口普查的數據，厄勒姆的面積為2.51平方千米，當中陸地面積為2.51平方千米，而水域面積為0.00平方千米。當地共有人口1450人，而人口密度為每平方千米577人。